# ISO 3166-2:MQ
ISO 3166-2:MQ — стандарт Международной организации по стандартизации, который определяет геокоды. Является подмножеством стандарта ISO 3166-2, относящимся к Мартинике.
Стандарт охватывает остров Мартинику. Геокод состоит из: кода Alpha2 по стандарту ISO 3166-1 для острова Мартиника — MQ. Одновременно Мартинике присвоен геокод второго уровня  — FR-MQ как заморскому департаменту Франции. Геокод являются подмножеством кода домена верхнего уровня — MQ, присвоенного Мартинике в соответствии со стандартами ISO 3166-1.

## Геокоды Мартиники
| Название  | Alpha2 | Alpha3 | цифровой | Геокод по ISO 3166-2 | Статус                |
| --------- | ------ | ------ | -------- | -------------------- | --------------------- |
| Мартиника | MQ     | MTQ    | 474      | FR-MQ                | заморский департамент |

## Геокоды пограничных Мартинике государств
- Доминика — ISO 3166-2:DM (на севере (морская граница),
- Сент-Люсия — ISO 3166-2:LC (на юго-востоке (морская граница)).